# Acryptolaria operculata
Acryptolaria operculata är en nässeldjursart som beskrevs av Stepan'yants 1979. Acryptolaria operculata ingår i släktet Acryptolaria och familjen Lafoeidae. Inga underarter finns listade i Catalogue of Life.